# Piletosoma argoponalis
Piletosoma argoponalis är en fjärilsart som beskrevs av Dyar 1914. Piletosoma argoponalis ingår i släktet Piletosoma och familjen Crambidae. Inga underarter finns listade i Catalogue of Life.